# Trainee
Ein Trainee ist ein Absolvent, der in einer Organisation systematisch als vielfältig einsetzbare Nachwuchskraft aufgebaut wird, üblicherweise durch ein Traineeprogramm mit aufeinander abgestimmten Einsätzen in verschiedenen Abteilungen, Seminaren und Netzwerkveranstaltungen. Umgangssprachlich wird Trainee oft irrtümlich mit Traineeprogramm gleichgesetzt, was zu einigen Verwirrungen führen kann.
Trainees durchlaufen spezielle Förderprogramme mit einer Laufzeit im Regelfall zwischen 12 und 24 Monaten. Oftmals sind Trainees Kandidaten für zukünftige Führungskräfte oder künftige Spezialisten. In dieser Einführungsphase sollen sie wichtige Bereiche und Personen in einem beschleunigten Zeitrahmen kennenlernen und selbst bekannt gemacht werden. Dies geschieht oft nicht einzeln, sondern es wird versucht, die Trainees eines Jahrganges zusammenzuführen und gruppendynamische Effekte in Gang zu setzen, da nicht zuletzt bei gleichaltrigen Führungskräften eine spätere intensive Zusammenarbeit wahrscheinlich ist. Die Fähigkeiten und das Wissen des Trainees werden dabei während des Programms den Erfordernissen der Organisation angepasst.
In einigen Branchen – wie etwa bei Banken und Versicherungen – stellt der Einstieg von Hochschulabsolventen über ein Traineeprogramm den Regelfall dar, was eine lange Tradition hat. In anderen Branchen ist der Einstieg über ein Traineeprogramm eher eine Besonderheit.

## Arten von Traineeprogrammen
Grundsätzlich gibt es drei Arten von Traineeprogrammen: Das Allgemeine Traineeprogramm, das Fachtraineeprogramm und das Traineestudium:
- Das Allgemeine Traineeprogramm ist das klassische Traineeprogramm, bei welchem der Trainee über die gesamte Laufzeit seines Traineeprogramms in verschiedenen Abteilungen und Projekten eingesetzt wird und sich in dieser Zeit selbst um seinen Übernahmebereich kümmern muss, in welchem er für sich die besten Karrierechancen sieht.
- Im Unterschied dazu steht das Fachtraineeprogramm, in dem schon bei der Einstellung der Übernahmebereich nach den fachlichen Präferenzen des Trainees festgelegt wird. Der Trainee nutzt dabei die gesamte Laufzeit des Fachtraineeprogramms sich für seinen Übernahmebereich vorzubereiten. Dazu trifft er zusammen mit seinem Übernahmebereich eine Auswahl an Abteilungen und zusätzlichen Seminaren, die er für den späteren Übernahmebereich auch nutzbringend einsetzen kann hinsichtlich Kontakten, Erfahrungen und Wissen. Bei manchen Fachtraineeprogrammen wird die Planstelle und der spätere Aufgabenbereich erst zum Ende des Traineeprogramms festgelegt. In diesem Fall folgt nach dem Fachtraineeprogramm eine Einarbeitungsphase in die Planstelle.
- Das Traineestudium hingegen ist eine frühzeitige Form der Fach- und Führungskräftegenerierung. In den meisten dieser Programme bietet der Arbeitgeber dem Studierenden für die Dauer seines Studiums eine finanzielle Unterstützung an, so zum Beispiel die Übernahme der Studienkosten oder ein Traineegehalt. Als Gegenleistung verpflichtet sich der Studierende zu einer studiumsbegleitenden Praxistätigkeit (zum Beispiel wöchentliche Nebentätigkeit, Praktika in den vorlesungsfreien Zeiten, Abschlussarbeit) in dem Unternehmen und ggf. einer zwei- bis fünfjährigen Bindung an dieses nach Abschluss seines Studiums. Das Traineestudium ist daher häufig nur eine synonyme Bezeichnung für das duale Studium, berufsbegleitende Studium oder für Unternehmensstipendien. Parallelen weist es ebenfalls zu einer Werkstudententätigkeit auf.

Viele Großkonzerne bieten bisher die ersten beiden Traineeprogrammarten an. Während beim Allgemeinen-Traineeprogramm ein Assessment-Center zur Personalauswahl üblich ist, erfolgt beim Fachtraineeprogramm die Personalauswahl oft individueller in persönlichen Vorstellungsgesprächen unter anderem mit dem Leiter oder der Leiterin des späteren Übernahmebereiches. Das Traineestudium gewinnt aufgrund der Auswirkungen des demografischen Wandels immer mehr an Bedeutung.
Das Allgemeine Traineeprogramm ist besonders für Trainees interessant, die ihren Übernahmebereich zunächst durch einen Bereichseinsatz sowohl fachlich als auch menschlich prüfen wollen. Das Fachtraineeprogramm spricht mehr die Trainees an, die sehr fachlich orientiert sind und dafür bei den weichen Faktoren Kompromisse eingehen wollen. Das Traineestudium ist für die Studieninteressenten interessant, die schon als Schüler klare Vorstellungen von ihrer beruflichen Zukunft hatten und sich durch eine langfristige Bindung an einen Arbeitgeber die Karrierechancen verbessern möchten.
- Das Traineeprogramm in der Lehrerausbildung siehe Bayerisches Traineeprogramm für Lehrer

Eine Sonderform stellt das Traineeprogramm der Industriellenvereinigung (IV) dar: Deren Trainees sind durch die Bank Akademiker (Sebastian Kurz wurde bei seiner Bewerbung wegen fehlenden Studienabschlusses abgelehnt) und absolvieren im Rahmen des zweieinhalbjährigen Programmes Stationen in den Fachbereichen der Industriellenvereinigung, in nationalen und internationalen Unternehmen (zumeist Mitgliedsunternehmen der IV) sowie in nationalen und internationalen Institutionen und Organisationen. Es gilt als eine hervorragende Ausbildung und als eines der wirkungsreichsten Netzwerke Österreichs. Zu seinen Absolventen zählen etwa Michael Spindelegger, Johanna Mikl-Leitner, Julia Wagentristl, Markus Wallner oder Christoph Stadlhuber.

## Aufbau und Ablauf von Traineeprogrammen
Traineestellen werden erst durch das Traineeprogramm interessant. Im Traineeprogramm spiegelt sich die Wertschätzung und Wertigkeit des Trainees im Unternehmen wider. Typische Bestandteile eines Traineeprogramms sind bspw. Einführungsveranstaltungen, Netzwerkveranstaltungen und allgemeine Seminare (etwa zu Soft Skills) und der Einsatzplan, wann der Trainee welche Unternehmensbereiche kennenlernt. Bei vielen Traineeprogrammen wird der Einsatzplan abschnittsweise geplant.
Bei Fachtraineeprogrammen gibt es sehr unterschiedliche Einsatzformen. Zum Beispiel kann der Übernahmebereich mit 50 % in der Laufzeit im Einsatzplan vertreten sein, dazu kommen Nebeneinsätze in anderen Unternehmensbereichen, in welchen der Trainee auch anhand dort geleisteter Aufgaben bewertet wird. Als dritte Einsatzform kann es ergänzend auch kürzere Informationsphasen von beispielsweise ein bis zwei Wochen geben, in welcher ein Trainee bestimmte Abteilungen nur informatorisch besucht.
Zum Traineeprogramm kann auch eine Schulung der Trainee-Mentoren gehören oder ein Bewertungssystem, welches die Übernahme nach Ablauf des Traineeprogramms erleichtert.
Einige Traineeprogramme umfassen dabei auch Schulungen die erst zum Ende oder im Anschluss eines Traineeprogramms durchgeführt werden, wie etwa eine mehrwöchige Schulung in Projektmanagement nach den unternehmenseigenen Standards.
Es gibt standardisierte, halbstandardisierte und ganz individuelle Traineeprogramme. Bei den meisten Traineeprogrammen ist ein gewisser Formalismus anzutreffen für welchen eine zentrale Personalabteilung zuständig ist, damit die Mindestqualität eines Traineeprogramms bei den Verhandlungen zwischen den verschiedenen Unternehmensbereichen und beim Übernahmeprozess sichergestellt werden kann.
Traineeprogramme lassen sich grob in vier Phasen untergliedern: die Einführungsphase, die Qualifizierungsphase, den Auslandsaufenthalt und die Spezialisierungsphase.
Trotzdem gibt es für Traineeprogramme im Gegensatz zu einem Praktikum, einer Berufsausbildung oder einem Volontariat bisher keinerlei rechtlich verbindliche Standards oder allgemeinverbindliche Richtlinien. So kann jedes Unternehmen ein eigenes Traineeprogramm anbieten, unabhängig von den Rahmenbedingungen und Ausbildungsinhalten. Dadurch können sich Traineeprogramme von Unternehmen zu Unternehmen in Hinblick auf Lerninhalte, Dauer, Bezahlung und Karriereperspektiven teilweise sehr stark unterscheiden. Um Bewerbern Orientierung zu bieten und besonders hochwertige Traineeprogramme auszuzeichnen, haben der Lehrstuhl für Personalwirtschaft der Ludwig-Maximilians-Universität München und die Jobbörse Absolventa mit Unterstützung der Süddeutschen Zeitung im Dezember 2011 gemeinsam die „Karrierefördernde und faire Traineeprogramme“ ins Leben gerufen. Die Initiative zeichnet Unternehmen aus, die eine hochwertige Trainee-Ausbildung (u. a. umfassende Betreuung, anspruchsvolle Aufgaben, angemessene Vergütung, regelmäßige Schulungen) gewährleisten.

## Abgrenzung zu anderen beruflichen Einstiegsformen
Zum Trainee-Programm gibt es zwei klassische Alternativen für den Absolventen, den Direkteinstieg oder eine Assistentenposition. Die Abgrenzung dieser beiden Formen zum Traineeprogramm fällt nicht immer leicht, weil Traineeprogramm kein geschützter Begriff ist.
Der Direkteinstieg unterscheidet sich vom Traineeprogramm dahingehend, dass der Direkteinsteiger unmittelbar eine Planstelle einnimmt und zu dieser Planstelle gezielt eingearbeitet wird durch Training-on-the-job und Seminare. Die dem Traineeprogramm charakteristische Organisationserkundung, Netzwerkbildung und das Finden einer geeigneten interessanten Aufgabe entfällt oder erfolgt nur rudimentär. Bei manchen Unternehmen erhält der Direkteinsteiger auch einen Mentor. Für die weitere Karriere eines Absolventen sind Direkteinstieg oder Traineeprogramm grundsätzlich gleichwertig. Während der Absolvent beim Direkteinstieg schneller Verantwortung übernehmen kann, kann der Absolvent beim Traineeprogramm seine Karriere strategisch planen und systematisch aufbauen, aber er muss dazu diese Möglichkeiten auch aktiv nutzen.
Bei der Assistentenposition handelt es sich typischerweise um einen Assistenten eines Vorstandes oder einen Assistenten einer Geschäftsführung. Der Hauptunterschied zu einem Traineeprogramm ist, dass der Assistent bei einer Assistentenposition die Entscheidungsmechanismen und Entscheidungsgründe von der höchsten Ebene aus seiner unterstützenden Tätigkeit für seine Führungskraft kennenlernt. Dabei erwirbt der Assistent Fachwissen und intime Kenntnisse über das Unternehmen, die er nach zwei bis vier Jahren durch einen Wechsel in eine andere Position im Unternehmen erfolgreich anwenden muss. Die Assistentenposition und das Traineeprogramm haben gemeinsam, dass während der Teilnahme die spätere Zielposition noch gefunden/geschaffen werden muss. Hingegen ist bei einer Assistentenposition die Einführungs- und Einarbeitungsphase sehr kurz, während diese sich bei einem Traineeprogramm im Idealfall über die gesamte Dauer erstreckt.
Daneben gibt es eine Reihe weiterer Berufseinstiegsformen wie zum Beispiel Praktikum, Volontariat, Referendariat oder Vikariat. Bei diesen Berufseinstiegsformen liegt der Schwerpunkt auf Branchen- bzw. Berufserkundung und/oder Bewährung anhand von praktischer Arbeit. Die langjährige Zusammenarbeit mit dem Einsteiger ist aus Arbeitgebersicht bei diesen Berufseinstiegsformen nicht von vornherein beabsichtigt. Dementsprechend erfolgt die Personalauslese unkritischer, weil es sich hier per Definition primär um eine Arbeitskraft handelt und weniger um eine Nachwuchskraft wie bei einem Traineeprogramm, Direkteinstieg oder einer Assistentenposition.